# WNT10B
Proteina Wnt-10b (anterior numită Wnt12) este o proteină care la om este codificată de gena WNT10B.
Familia de gene WNT este formată din gene înrudite structural care codifică proteine de semnalizare secretate. Aceste proteine sunt implicate în oncogeneză și în mai multe procese de dezvoltare, inclusiv reglarea destinului celular și modelarea din timpul embriogenezei. 
Această genă este membră a familiei de gene WNT. Ar putea fi implicată în cancerul de sân și se presupune că semnalizarea proteică este un comutator molecular care guvernează adipogeneza. La șoareci, Wnt10b s-a dovedit a îmbunătăți repararea țesutului cardiac după rănirea miocardului prin promovarea formării vaselor coronariene și atenuarea fibrozei patologice. Proteina umană este 96% identică cu proteina Wnt10b la șoarece la nivel de aminoacizi. 
Această genă este co-localizată cu un alt membru al familiei, WNT1, în regiunea cromozomală 12q13.